# Theroscopus boreaphilus
Theroscopus boreaphilus là một loài tò vò trong họ Ichneumonidae.